# تناستوم بلاني الأوراق
التناستوم بلاني الأوراق (باللاتينية: Tanacetum poteriifolium) نوع نباتي ينتمي إلى جنس التناستوم من الفصيلة النجمية.

## البيئة والانتشار
موطنه بلاد الشام وتركيا وجورجيا وروسيا.

## مرادفات للاسم العلمي
- (باللاتينية: Pyrethrum poteriifolium Nordm.)
- (باللاتينية: Pyrethrum cassium Boiss.)
- (باللاتينية: Pyrethrum starckianum Albov)